# Колдун, Георгий Александрович
Гео́ргий Алекса́ндрович Колду́н (бел. Георгій Аляксандравіч Калдун; род. 9 декабря 1976, Минск) — белорусский певец, теле- и радиоведущий, актёр. Старший брат певца Дмитрия Колдуна.

## Биография
Георгий Колдун родился 9 декабря 1976 года в Минске в семье преподавателей. Учился в СШ № 127 и № 16 города Минска. Затем поступил в Белорусский государственный университет на географический факультет, который окончил с отличием в 1998 году (квалификация: «Географ, преподаватель»). С 1998 по 2000 год учился в аспирантуре геофака БГУ.
Параллельно самостоятельно занимался музыкой и вокалом.
Преподавал в школе географию, экологию и «Вселенную». Работал педагогом в детских оздоровительных лагерях.
После 5 курса попал в модельное агентство Саши Варламова, участвовал в нескольких показах одежды и конкурсах парикмахерского искусства в качестве модели. Стал победителем в номинации «Супермодель Беларуси 2006».
В этом же году снялся в телемюзикле «Павлинка-new», исполнив роль Якима Сороки — возлюбленного главной героини.
С 2007 по 2014 годы являлся постоянным ведущим интеллектуальной игры «Один против всех» на телеканале ОНТ (Белоруссия).
В 2008 году выпустил дебютный альбом «Фрагменты», является автором слов и музыки большинства композиций.
Участник музыкальных телепроектов «СТС зажигает суперзвезду» (СТС, Россия), «Найди чудовище» (ТВЦ, Россия), «Батлейка», «Две звезды» на ОНТ.
Ведущий проектов «Мисс Интерконтиненталь-2009», «Мисс Беларусь-2010», «Эстрадный коктейль» (ОНТ), «Место встречи» (Интер, Украина).
Обладатель премии «Золотое ухо» и приза зрительских симпатий в телевизионном конкурсе «Телевершина-2010» и «Телевершина-2011» в номинации «Лучший телеведущий».
В 2011 году был ведущим на украинском телевидении в передаче «Феномен» на телеканале «СТБ».
Работал радиоведущим на Альфа радио, Радио ОНТ.
В 2013 году принял участие в шоу «Голос» и в международном конкурсе песни FiKM 2013 (Мальта), где стал обладателем 3 места.
В 2014 стал победителем международного конкурса песни «Discovery 2014» (Варна, Болгария) и выпустил второй альбом «Стереорай».
С 2015 года исполнял роль Грэя в мюзикле «Алые паруса».
В 2018 стал ведущим республиканского телевизионного проекта «Я знаю!», который имеет образовательный характер.
В 2019 прошел кастинг в X-Фактор (Украина), где стал суперфиналистом.
Весной 2022 года Георгий стал новым ведущим передачи "Квартирный вопрос. by" на НТВ-Беларусь.

## Семья
Родители — Александр Павлович и Татьяна Борисовна (урождённая Шатун, учительница географии). Брат — Дмитрий Колдун.

## Фильмография
- 2007 — Иго любви — (молодой актёр)